# 376e division d'infanterie
La  376e division d'infanterie (en allemand : 376. Infanterie-Division ou 376. ID) est une des divisions d'infanterie de l'armée allemande (Wehrmacht) durant la Seconde Guerre mondiale.

## Historique
La 376. Infanterie-Division est formée le 21 mars 1942 dans le Sud-Ouest de la France dans le secteur d'Angoulême avec du personnel des 327., 335. et 357. Infanterie-Division en tant qu'élément de la 19 Welle (19e vague de mobilisation).
En juin 1942, elle est transférée sur le front de l'Est au sein de la 6. Armee	dans le Heeresgruppe Sud dans le secteur de Kharkov.
Lors de la Stalingrad elle est affectée au XI. Armeekorps qui est positionné à l'ouest du Don. Ses positions restent relativement calmes jusqu'au déclenchement de l'opération Uranus, qui l'oblige à se replier dans des conditions difficiles à l'est du Don.

Elle est ensuite affectée au XIV. Panzerkorps, qui protège le flanc ouest du Kessel. Elle est pratiquement détruite lors de la première partie de l'opération Koltso, lors de laquelle elle se trouve encerclée le 15 janvier 1943.

L’unité disparaît définitivement le 31 janvier 1943 à Stalingrad après la capitulation des forces allemandes du Maréchal Paulus.
Elle est reformée en avril 1943 aux Pays-Bas, incorporée dans l'Armee-Abteilung Niederlande au sein du Heeresgruppe D. Elle retourne sur le front de l'Est en novembre 1943 avec la 8. Armee.
La division combat en Ukraine avant de retraiter vers la Roumanie. Elle est renforcée par l'ajout du Divisions-Gruppe 167 (les survivants de la 167. Infanterie-Division en février 1944.
La division est détruite en août 1944 près de Iași en Roumanie.
Les éléments survivants sont absorbés par la 15. et 76. Infanterie-Division.

## Organisation

### Commandants
| Date                                | Grade           | Commandant                  |
| ----------------------------------- | --------------- | --------------------------- |
| 1er avril 1942 - 31 janvier 1943    | Generalleutnant | Alexander Edler von Daniels |
| Reformation                         |                 |                             |
| 1er avril 1943 - 9 décembre 1943    | Generalleutnant | Arnold Szelinski            |
| 11 décembre 1943 - 4 septembre 1944 | Generalleutnant | Otto Schwarz                |

### Officiers d'opérations (Ia)
| Date                          | Grade               | Commandant        |
| ----------------------------- | ------------------- | ----------------- |
| 1er avril 1942 - 21 août 1942 | Major i.G.          | Heinrich Bussmann |
| 21 août 1942 – 5 mars 1944    | Oberstleutnant i.G. | Horst Wilutzky    |
| 5 mars 1944 – 15 août 1944    | Major i.G.          | Philipp Heinz     |
| 15 août 1944 – ? août 1944    | Major i.G.          | Ralf Bucher       |

## Théâtres d'opérations
- France :Avril 1942 - Juin 1942
- Front de l'Est, secteur Sud : juin 1942 - Octobre 1942
- Stalingrad : octobre 1942 - Janvier 1943
- Pays-Bas : avril 1943 - Novembre 1943
- Front de l'Est, secteur Sud : novembre 1943 - août 1944
- Roumanie : août 1944 - Septembre 1944

## Ordres de bataille
1942
- Grenadier-Regiment 672
- Grenadier-Regiment 673
- Grenadier-Regiment 767
- Artillerie-Regiment 376
  - I. Abteilung
  - II. Abteilung
  - III. Abteilung
  - IV. Abteilung
- Pionier-Bataillon 376
- Panzerjäger-Abteilung 376
- Nachrichten-Abteilung 376
- Versorgungseinheiten 376

Janvier-Juillet 1944
- Grenadier-Regiment 672
- Grenadier-Regiment 673
- Grenadier-Regiment 767
- Füsilier-Bataillon 376
- Artillerie-Regiment 376
  - I. Abteilung
  - II. /Artillerie-Regiment 238
  - III. Abteilung
  - I./Artillerie-Regiment 40
- Divisions-Gruppe 167
  - Stab der Gruppe
  - Regiments-Gruppe 315
  - Regiments-Gruppe 331
- Pionier-Bataillon 376
- Panzerjäger-Abteilung 376
- Nachrichten-Abteilung 376
- Feldersatz-Bataillon 376
- Versorgungseinheiten 376

août 1944
- Grenadier-Regiment 672
- Grenadier-Regiment 673
- Grenadier-Regiment 315
- Füsilier-Bataillon 376
- Artillerie-Regiment 376
  - I. Abteilung
  - II. Abteilung
  - III. Abteilung
  - IV. Abteilung
- Pionier-Bataillon 376
- Panzerjäger-Abteilung 376
- Nachrichten-Abteilung 376
- Feldersatz-Bataillon 376
- Versorgungseinheiten 376